# Диарсенид кадмия
Диарсенид кадмия — бинарное неорганическое соединение
кадмия и мышьяка с формулой CdAs2,
чёрно-серые кристаллы.

## Получение
- Сплавление стехиометрических количеств кадмия и мышьяка в водородной атмосфере:

{\displaystyle {\mathsf {Cd+2As\ {\xrightarrow {650^{o}C}}\ CdAs_{2}}}}

## Физические свойства
Диарсенид кадмия образует чёрно-серые кристаллы
тетрагональные сингонии, пространственная группа I 4122, параметры ячейки a = 0,796 нм, c = 0,476 нм, Z = 4.